# 有报天天读
《有报天天读》（英語：Summary Of Press）是凤凰卫视的读报节目，主要在凤凰卫视中文台播出，节目由张裕冠名赞助。目前主持人为陳淑琬，偶尔由王峰代班主持。杨锦麟、邱震海早期亦担任主持，后于2011年就任香港卫视副总裁兼执行台长。节目中主持人使用一台笔记本电脑展示当天世界各大报刊重大新闻，最后书写点题一个字总结节目内容。
由于该节目有时会涉及到敏感内容，中国大陆部分地区该节目会被地方电视台插播广告或屏蔽画面。
2022年2月28日，因香港爆发第五波新冠肺炎疫情，《有报天天读》栏目因有员工确诊，主创人员需要隔离，节目暂停播出。
2024年6月24日，因应粤语新闻节目《午间快线》复播，香港台停止播映该节目。

## 前任主持
- 杨锦麟
- 李炜
- 何亮亮
- 邱震海
- 吴学兰

## 冠名
- 2003年9月到12月，节目由红云赞助。2004年8月到12月，节目由中国民生银行赞助播出。2005年，节目由康弘一清赞助播出。2006年6月到2007年4月，节目由中国联通赞助。2010到2014年，節目由张裕冠名播出；2015年起，節目無任何冠名贊助商。

## 播出时间[1]
- 凤凰卫视中文台：香港时间周一至周五11：30-12：00（首播）、17：30-18：00
- 凤凰卫视香港台（已取消播映）：香港时间周一至周五13：00-13：30（首播）、17：00-17：30；周二至周六02：30-03：00
- 凤凰卫视欧洲台：伦敦时间周一至周五16：05-16：35
- 凤凰卫视美洲台：洛杉矶时间周一至周五03：10-03：40
- 凤凰卫视澳洲版：悉尼时间周二至周六01：05-01：35、08：35-09：00

## 环节
2019以前
- 天天头条
- 天天浮世绘（图片新闻）
- 天天速报
- 天天焦点

2019以后
- 中华聚焦
- 中华速报
- 大千世界
- 国际聚焦
- 国际速报
- 焦点评论

## 趣闻
在2013年1月13日《倾倾百老汇》中，尉迟琳嘉播报了《有报年年读》，类似于《有报天天读》，而最后的点题的汉字是“嘘”。